# Dapagliflozină
Dapagliflozina (cu denumirea comercială Forxiga) este un medicament antidiabetic din clasa inhibitorilor SGLT2, fiind utilizat în tratamentul diabetului zaharat de tipul 2 și de tipul 1 (în unele cazuri). Calea de administrare disponibilă este cea orală.

## Utilizări medicale
Dapagliflozina este utilizată în tratamentul diabetului zaharat de tip 2 (non-insulino-dependent), singură (atunci când administrarea de metformină este considerată inadecvată) sau în asociere cu alte antidiabetice:
- Insulină
- Metformină
- Derivați de sulfoniluree

sau combinații ale acestora, la pacienții adulți la care nu s-a realizat controlul glicemic adecvat cu dozele maxime tolerate ale acestor tratamente orale.
Mai este utilizată în tratamentul diabetului zaharat de tip 1 insuficient controlat ca terapie adăugată la administrarea de insulină.

## Reacții adverse
Principalele efecte adverse asociate tratamentului cu dapagliflozină sunt: hipoglicemie (în special prin asociere cu derivați de sulfoniluree sau insulină), poliurie, cetoacidoză și candidoză vulvovaginală.